# Greci, Mehedinți
Greci là một xã thuộc hạt Mehedinți, România. Dân số thời điểm năm 2002 là 1546 người.